# Grumman C-1 Trader
C-1 Trader (до 1962 года — TF-1) — американский двухмоторный палубный военно-транспортный самолет с высоким расположением крыла разработанный компанией Grumman, предназначенный для перевозки грузов, почты и персонала на авианосцы ВМС США и обратно (Carrier onboard delivery), являвшийся транспортным вариантом самолёта Grumman S-2 Tracker. С конца 1980-х годов он был постепенно вытеснен самолётом Grumman C-2 Greyhound, разработанным на основе Northrop Grumman E-2 Hawkeye, и выполняющим те же функции в сфере логистики и доставки грузов на авианосцы.

## Разработка и конструкция

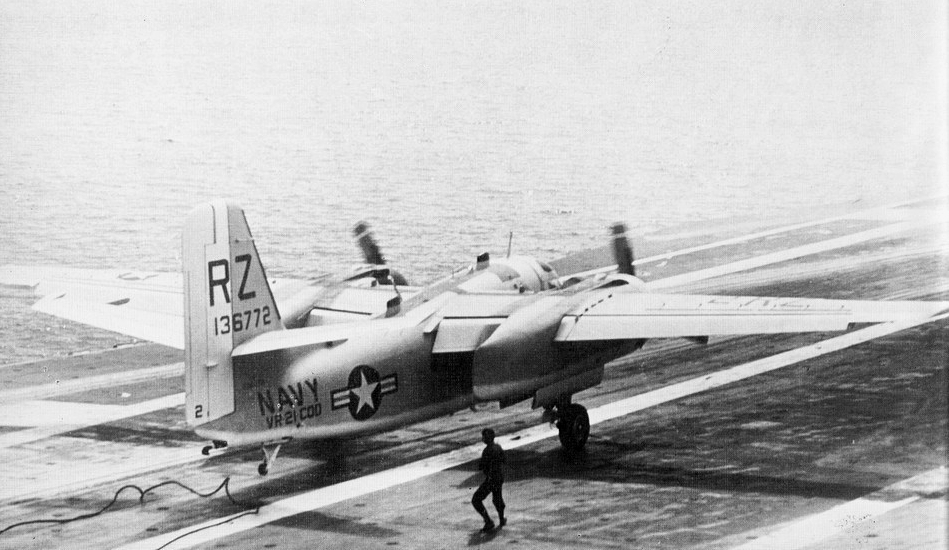
Grumman C-1A Trader садится на палубу авианосца «Китти Хок» в 1966 году

C-1 Trader появился в результате потребности ВМС США в новом противолодочном самолете. В ответ на это требование американская компания Grumman начала разработку прототипа двухмоторного самолёта с высоко расположенным крылом, который она обозначила под индексом G-89. В 1952 году командование Флота присвоило этому самолёту обозначение XS2F-1, и флотские лётчики совершили первый полет 4 декабря того же года. Во второй половине 1950-х годов появились три основных варианта требуемого летательного аппарата, одним из которых был C-1 Trader. Самолёт C-1  (первоначально TF-1, где «T» в аббревиатуре означала - training, обозначая учебную как второстепенную роль) был оборудован для перевозки девяти пассажиров или 1 600 кг груза и совершил свой первый полет в январе 1955 года.
C-1 Trader представляет собой цельнометаллический двухдвигательный высокоплан с хвостовым оперением, выполненным по классической схеме. Экипаж — 2 человека: командир воздушного судна и второй пилот. 
Фюзеляж выполнен из дюралюминия по схеме полумонокок. Кабина расположена в носовой части, доступ к ней осуществляется через дверь с левого борта. В средней и задней части фюзеляжа находится грузовой отсек, приспособленный для перевозки 1 600 кг груза, закрепленного с помощью швартовочных узлов и других приспособлений. В хвостовой части самолёта расположен крюк аэрофинишёра.
Крыло состоит из центроплана и двух складывающихся консолей для удобства размещения на палубе авианосца. Механизм складывания крыла гидравлический. Топливные баки расположены в основном объёме центроплана. Крыло и стабилизаторы оборудованы системой противообледенения.
Шасси трёхстоечное. Основные стойки одноколёсные, убираются в мотогондолу. Передняя стойка двухколёсная.

## История службы

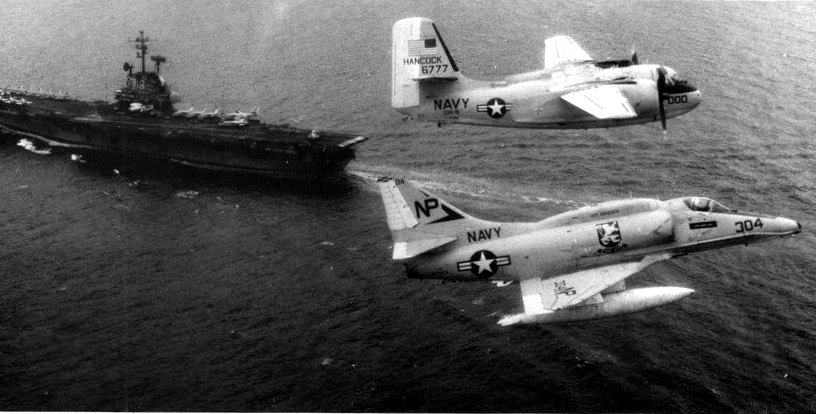
Штурмовик Douglas A-4F Skyhawk (на переднем плане) и C-1 Trader в 1975 году

В течение 1960-х и 1970-х годов C-1 Trader перевозил почту и припасы на авианосцы, базировавшиеся в Тихом океане во время войны во Вьетнаме, а также служил в качестве учебного самолета для проведения всепогодных операций с бортов авианосцев. Всего было построено было построено 87 самолетов Grumman C-1 Trader, из которых четыре были переоборудованы в самолеты радиоэлектронной борьбы EC-1A Tracer. Последний C-1 был выведен из эксплуатации в ВМС США в 1988 году. C-1 Trader стал предпоследний самолет с поршневым звездообразным двигателем в вооруженных силах США (последний Convair C-131 Samaritan был выведен из эксплуатации ВВС США только в 1990 году). По состоянию на 2010 год около десяти из них все еще были пригодны к полетам в коммерческих целях, оставаясь, однако, в качестве боевых самолетов.
В 1956 году испытательное подразделение Корпуса морской пехоты США (U.S. Marine Corps Test Unit Number 1 — MCTU № 1) испытало концепцию использования варианта самолёта TF-1 в качестве транспортного средства для заброски разведывательных групп в тыл противника. 9 июля 1956 года военнослужащие этого подразделения стали первыми, кто десантировался с парашютом с борта Grumman C-1 Trader. Менее чем через три недели после одобрения плана четыре парашютиста-разведчика стартовали на борту TF-1 с палубы авианосца USS Bennington, который находился в 110 километрах от побережья, и высадились в пустынной зоне выброски около Эль-Сентро, Калифорния, примерно в 160 километрах вглубь континента. «Впервые в истории корпуса морской пехоты и морской авиации была успешно испытана методика высадки разведывательного отряда с авианосца ВМС США на наземную цель».
В августе 2010 года командование бразильской военно-морской авиации объявило, что приобретет и модернизирует восемь самолетов C-1 для использования в качестве самолётов доставки грузов на борт и воздушных заправщиков для использования на авианосце «Сан-Паулу». В 2011 году был подписан контракт с компанией Marsh Aviation на переоборудование четырех бывших самолетов ВМС США C-1A Trader в самолеты-заправщики KC-2 Turbo Trader. Первый полет прототипа KC-2 ожидался в ноябре 2017 года, а поставка первого готового к эксплуатации самолета была запланирована на декабрь 2018 года. В 2014 году контракт был подтвержден, но к 2023 году, поскольку ни один самолет не был поставлен, а сам авианосец выведен из состава ВМС Бразилии, контракт был аннулирован.

## Варианты
TF-1

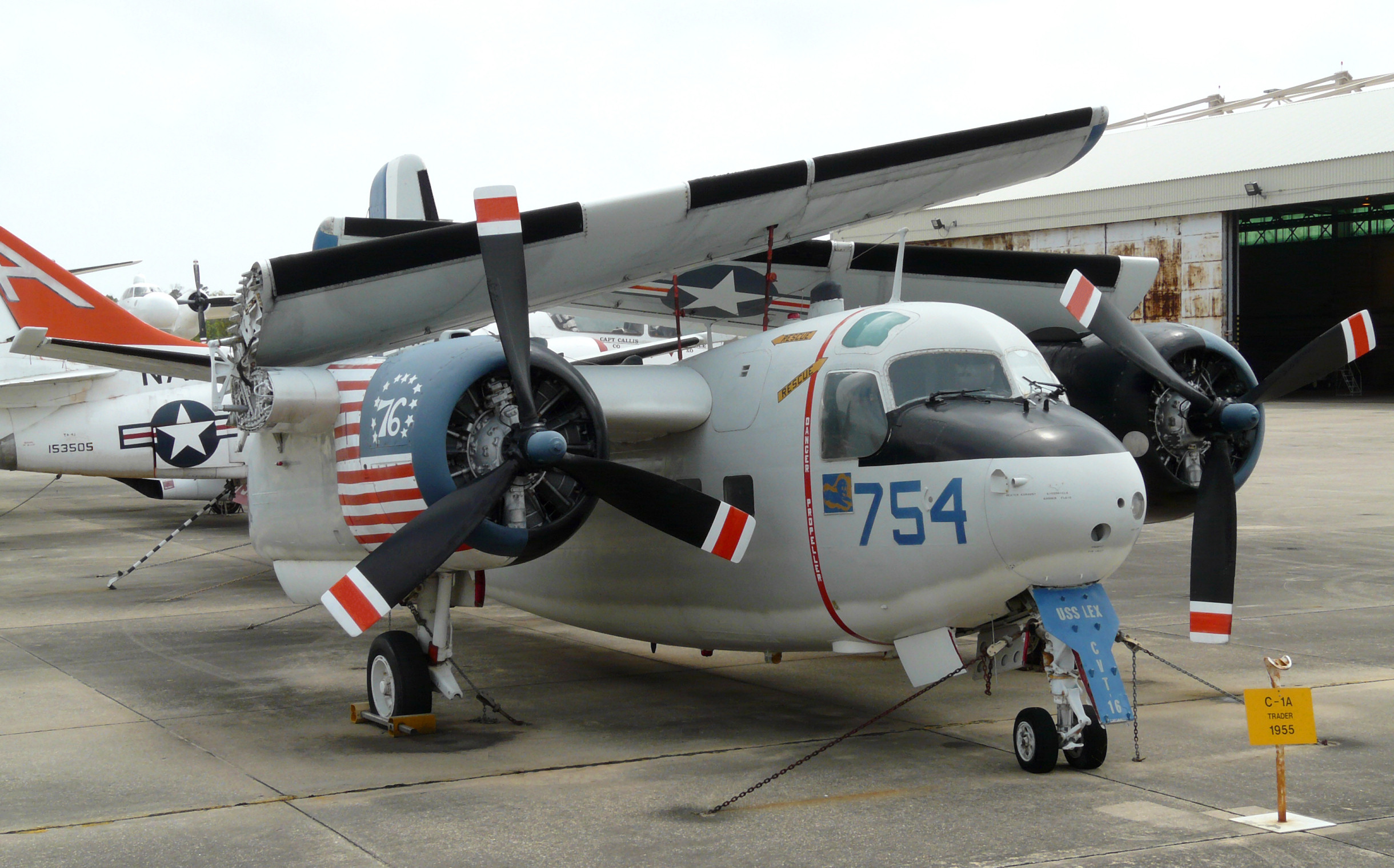
Grumman C-1A Trader в музее авиации ВМС США в Пенсаколе

Военно-транспортный вариант палубного противолодочного самолёта Grumman S-2 Tracker для доставки грузов на борт авианосца с увеличенным фюзеляжем и возможностью перевозки девяти пассажиров, переименованный в C-1A в 1962 году. Всего построено 87 экземпляров.
TF-1Q
Вариант TF-1 переоборудованный в самолёт радиоэлектронной борьбы, переименован в EC-1A в 1962 году. Всего модифицировано четыре самолёта.
TF-1W
Проект самолёта  раннего радиолокационного предупреждения, позднее переработанный в самолёт Grumman E-1 Tracer.
KC-2 Turbo Trader
Проект воздушного заправщика, предложенный компанией Marsh Aviation для ВМС Бразилии.
G-101
Не состоявшийся проект пассажирского самолета.

## Аварии и катастрофы
Ниже приведены некоторые аварии и катастрофы самолёта Grumman C-1 Trader
- 17 января 1972 года Grumman C-1A Trader 24-й флотской транспортной эскадрильи (VR-24) пропал во время сильной грозы в районе Этны по пути из Неаполя следуя на авиабазу ВМС Сигонелла (Naval Air Station Sigonella[англ.]). Самолет не был найден сразу, 6 человек были объявлены пропавшими без вести.  Последний выход на связь с Неаполем в 14:00. Место крушения в конечном итоге было обнаружено, и тела погибших извлечены[8].
- 25 августа 1975 года Grumman C-1A Trader вылетел с борта авианосца «Мидуэй», базировавшегося недалеко от острова Лусон, Филиппины. Самолёт направлялся на авиабазу ВМС Куби-Пойнт с промежуточной посадкой на авиабазе Кларк. После выгрузки пассажиров и грузов на промежуточной точке маршрута, он потерпел катастрофу при взлете с авиабазы Кларк. Погибли оба пилота и один пассажир. Единственным выжившим был будущий командир авианосца «Форрестол» Луис «Тим» Томасси[9].
- 2 апреля 1982 года Grumman C-1A Trader (б/н 136787, постройки 1955 года) приписанный к 7-му авианосному авиакрылу, потерпел катастрофу в штормовую погоду над островом Крит, выполняя стандартный плановый рейс по доставке грузов. Погибли все 11 человек находящихся на борту[10].